# Jill Janssens
Jill Janssens (* 3. Oktober 2003 in Löwen) ist eine belgische Fußballspielerin.

## Karriere

### Vereine
Janssens begann in Bekkevoort beim dort ansässigen VC Bekkevoort mit dem Fußballspielen. Im Alter von zwölf Jahren wechselte sie nach Oud-Heverlee in die Jugendabteilung von Oud-Heverlee Leuven. In der Saison 2019/20 bestritt sie bereits sieben Spiele für die Erste Mannschaft in der Super League Vrouwenvoetbal, der höchsten Spielklasse im belgischen Frauenfußball. Sie debütierte am 6. Dezember 2019 (11. Spieltag) bei der 0:3-Niederlage im Auswärtsspiel gegen die Frauenfußballmannschaft des KRC Genk als Einwechselspielerin in der 73. Minute. In der Folgesaison war sie Vertragsspielerin der ersten Mannschaft und bestritt bereits 17 Punktspiele, in denen ihr auch zwei Tore gelangen. Ihr erstes erzielte sie am 7. November 2020 (7. Spieltag) beim 4:2-Sieg im Auswärtsspiel gegen die Frauenfußballmannschaft des SV Zulte Waregem mit dem Treffer zum 2:0 in der 60. Minute.
Wenige Monate nach dem Ende der Saison verließ sie den Verein – denn ihr bot sich die Gelegenheit ins Ausland zu wechseln. Zur Saison 2023/24 wurde sie vom Bundesligisten TSG 1899 Hoffenheim verpflichtet und mit einem bis zum 30. Juni 2025 datierten Vertrag ausgestattet.

### Nationalmannschaft
Janssens spielte für die Nachwuchsnationalmannschaften des KBFV der Altersklassen U15, U16, U17, U19 und U23, bevor sie am 10. Juni 2021 für die A-Nationalmannschaft bei der 0:3-Niederlage im Freundschaftsspiel gegen die Nationalmannschaft Spaniens in Alcorcón, mit Einwechslung für Lenie Onzia in der 89. Minute, debütierte.
Am 11. Juni wurde sie für den EM-Kader nominiert. Sie kam in den drei Gruppenspielen zum Einsatz, schied mit der Mannschaft aber als Gruppendritte nach der Vorrunde aus.